# Madurea
Madurea is een geslacht van rechtvleugeligen uit de familie veldsprinkhanen (Acrididae). De wetenschappelijke naam van dit geslacht is voor het eerst geldig gepubliceerd in 1902 door Ignacio Bolívar.

## Soorten
Het geslacht Madurea  is monotypisch en omvat slechts de volgende soort:
- Madurea cephalotes (Bolívar, 1902)